# 加藤信太郎
加藤 信太郎（かとう しんたろう 1881年8月14日 - 1962年1月15日）は、日本の実業家。デンツプライ三金の創業者、初代社長・初代会長。

## 来歴
- 1881年8月14日 兵庫県出石郡（現在の豊岡市）に農業加藤林三郎の三男として生まれる。
- 1917年 大阪市北区天満橋に三信硝子工場を設立、時計硝子、眼鏡レンズの製造を開始しアメリカに輸出
- 1920年 時計硝子、眼鏡などの輸出入商社、加藤信昌号を設立、アメリカン・オプチカル・カンパニーと特約店契約、エルジン社の時計を輸入販売
- 1920年 三金電化研究所設立（後の三金工業、デンツプライ三金に至る）
- 1930年 三金電化研究所を解散し、三金研究所を設立。白色合金の特許取得
- 1931年 商標SPM（後のサンプラチナ）登録
- 1935年 加藤信太郎、森田二郎、中井武男らによりサンプラチナの販売会社、三金歯科金属合名会社を設立。
- 1942年 紺綬褒章を受章
- 1948年 三金研究所を三金工業株式会社に改組し、社長に就任
- 1957年 黄綬褒章を受章
- 1960年 三金工業株式会社、会長に就任
- 1962年1月15日 永眠。正六位勲五等双光旭日章